# CSKA-Pamir Douchanbé
Maillots
Le CSKA-Pamir Douchanbé (en tadjik : ССКА Помир Душанбе), plus couramment abrégé en Pamir Douchanbé, est un club tadjik de football fondé en 1950 et basé à Douchanbé, la capitale du pays.
C'est le principal club de l'armée au Tadjikistan avec le CSKA Douchanbé

## Histoire du club

### Dates clés
- 1950 : fondation du club
- 1970 : le club est renommé Pamir Douchanbé
- 1989 : 1re participation en 1re division soviétique
- 1992 : 1er titre de champion du Tadjikistan
- 1996 : 1re participation en Coupe d'Asie des clubs champions
- 1997 : le club est renommé SKA-Pamir Douchanbé
- 2004 : le club est renommé CSKA-Pamir Douchanbé

## Palmarès
| Compétitions nationales | Compétitions internationales                     |
| --- | ------------------------------------------------ |
| - Championnat du Tadjikistan (2) : - Champion : 1992 et 1995. - Vice-champion : 1993 et 1994. - Coupe du Tadjikistan (1) : - Vainqueur : 1992. - Finaliste : 2009. | - Championnat d'URSS D2 (1) : - Champion : 1988. |

## Personnalités du club

### Entraîneurs du club
- Nikolaï Potapov (1964)
- Andreï Zazroïev (1964-1966)
- Vladimir Aliakrinsky (1967-1968)
- Ivan Vasilievitch (1968-1969)
- Ahmad Alaskarov (1972)
- Istvan Seketch (1973-1978)
- Vladimir Gouliamhaïdarov (1982-1983)
- Iouri Siomine (1983-1985)
- Sharif Nazarov (1986-1988, 1990-1993)
- Oleg Khabi (1989)
- Damir Kamaletdinov (1998-2005)
- Makhmadjon Khabiboulloïev (2012-?)
- Abdugaffor Yoldashev (2013-?)
- Rahmatullo Fouzaïlov (2016)
- Tokhirjon Mouminov (2016)
- Serhiy Zhitsky

### Joueurs emblématiques du club
| Joueur              | Matchs |
| ------------------- | ------ |
| Yuri Baturenko      | 80     |
| Andrei Manannikov   | 80     |
| Mukhsin Mukhamadiev | 78     |
| Khakim Fuzailov     | 75     |
| Rashid Rahimov      | 74     |
| Alimzhon Rafikov    | 61     |
| Çariýar Muhadow     | 54     |
| Vassili Postnov     | 54     |
| Anatoli Volovodenko | 50     |

| Joueur              | Buts |
| ------------------- | ---- |
| Mukhsin Mukhamadiev | 22   |
| Rashid Rahimov      | 10   |
| Çariýar Muhadow     | 10   |
| Yuri Baturenko      | 5    |

### Anciens joueurs du club
- Alier Ashurmamadov
- Arsen Avakov
- Yuri Baturenko
- Igor Tcherevtchenko
- Khakim Fuzailov
- Andrei Manannikov
- Vazgen Manasyan
- Sergey Mandreko
- Mukhsin Mukhamadiev
- Tokhirjon Muminov
- Vassili Postnov
- Rashid Rahimov
- Valeri Sarychev
- Oleg Shirinbekov
- Georgi Takhokhov
- Anatoli Volovodenko
- Çariýar Muhadow
- Azamat Abduraimov
- Ravshan Bozorov

## Historique du logo

Historique des logos du Pamir Douchanbé
Pamir Douchanbé
CSKA-Pamir Douchanbé